# طومان باي
الأشرف أبو النصر طومان باي آخر سلاطين المماليك الشراكسة في مصر، وهو السابع والأربعون من سلاطين الترك بالديار المصرية، وهو الحادي والعشرون من السلاطين الشراكسة، وهو السلطان الوحيد الذي شُنق على باب زويلة. تسلّم الحكم بعد مقتل عمه السلطان الغوري بموقعة مرج دابق عام 922 هجري/1516 ميلادي بعد أن عينه نائباً له قبل خروجه لقتال العثمانيين، وبعد مقتل الغوري أجمع الأمراء على اختياره سلطاناً لمصر، وقد امتنع طومان باي عن قبوله منصب السلطنة في بداية الأمر بحجة ضعف الموقف العام وتشتت قلوب الأمراء وحصول فتنة من قبل بعض المماليك حيث كان خان الخليلي قد نُهِب وقُتِل جميع التجار بحجة أصولهم العثمانية، لكنه عاد بعد إلحاح وبعد أن أقسم له الأمراء على المصحف بالسمع والطاعة وعدم الخيانة وقد حضر البيعة يعقوب المستمسك بالله الخليفة المعزول وذلك لوجود ابنه الخليفة العباسي المتوكل على الله الثالث أسيراً بأيدي العثمانيين بحلب، ثم انهزم طومان باي بمعركة الريدانية في 29 ذي الحجة 923 هجري/1517 ميلادي، وانضوت مصر تحت الخلافة العثمانية.

## ما قبل سلطنة مصر
كان طومان باي جركسي الأصل، اشتراه السلطان قانصوه الغوري وقدمه إلى السلطان الأشرف قايتباي، ولهذا يُدعى «طومان باي من قانصوه»، فصار من جملة مماليك قايتباي الكتابية،  واستمر على ذلك حتى اعتلى الملك الناصر محمد بن قايتباي عرش مصر فأعتقه وخصص له خيلا وغلمانًا، وبقي جدارًا ثم خاصكيًا واستمر على ذلك حتى تولّى قانصوه الغوري سلطنة مصر في شوال سنة 906 هـ - أبريل 1501 م. فأخذ يترقى في المناصب، فصار أمير عشرة (أي يرأس عشر فرسان)، واستمر على ذلك إلى سنة 910 هـ حيث توفي المقر الناصري محمد بن السلطان الغوري، فأنعم عليه السلطان بمنصب أمير طبلخانه (أي يرأس أربعين فارسا)، واستمر في هذا المنصب حتى ذي الحجة سنة 911 هـ حين أنعم عليه لسلطان بتقدمة ألف فارس، وعندما توفي الأمير أزدمر بن علي باي الدوادار الكبير في جمادي الأولى سنة 913 هـ أنعم السلطان الغوري عليه بمنصب داودار كبير (الذي يبلغ الرسائل للسلطان ويقدم إليه المظالم)، ثم أنعم عليه بالاستإدارية العالية (المشرف على حاشية السلطان وخدمه) في يوم الإثنين 11 من شعبان سنة 914 هـ.
وفي عام 917 هـ خلع السلطان عليه وعينه أمير ركب الحج، وصحبه للحج في هذا العام عدد كبير من الأعيان كالأمراء مقدمي الألوف، وجماعة من الرؤساء بالديار المصرية، وبعض مشايخ العربان. وعند عودة الركب إلى القاهرة في محرم سنة 918 هـ خلع السلطان على الأمير طومان باي ونزل من القلعة في موكب حافل وكان يومًا مشهودًا. ويعلق ابن إياس قائلا:
وفي يوم الخميس التاسع من رمضان سنة 918 هـ خلع السلطان الغوري عليه وعينه متحدثًا على ديوان الوزارة وسائر الدواوين ويصف ابن إياس ما وصل إليه قائلا:
وفي ذي القعدة من سنة 920 هـ عندما ذهب الغوري إلى ثغر الإسكندرية، أصدر مرسومًا بأن يكون طومان باي قائد غيبته. وقد حرص طومان باي على إشاعة الأمن في القاهرة وكبح جماح المماليك فأمر «بأن يُنادى في القاهرة بالأمان والاطمئنان والبيع والشراء، وبأن يعلقوا على كل دكان قنديلا من المغرب، وأن لا مملوكا ولا غلاما ولا عبدا يخرج من بعد العشاء ومعه سلاح، فضج الناس له بالدعاء».
وفي ربيع الآخر سنة 922 هـ عندما خرج السلطان الغوري إلى الشام لملاقاة السلطان سليم الأول العثماني خلع عليه وعينه نائب الغيبة في القاهرة إلى أن يحضر. وقد ظل كذلك إلى أن اختير سلطانًا على مصر عقب مصرع الغوري في مرج دابق.

## أعماله أثناء سلطنة الغوري

### إخماد فتن المماليك
في شوال سنة 910 هـ ثار المماليك الجلبان ووثبوا على السلطان بالقلعة وأظهروا العصيان ومنعوا الأمراء من القلعة فتصدي لهم طومان باي ولم يمكنهم من مرادهم حتى سكن الوضع. وفي المحرم من عام 916 هـ ثارت جماعة من المماليك بسبب النفقة ونهبوا سوق ابن طولون والدكاكين الواقعة حوله فغُلقت الأسواق فانطلق الأمير طومان باي يطوف على المماليك فمن وجد عنده شيء من النهب أخذه ورده لأصحابه، ثم هدأ المماليك بالعدول عن ثورتهم وأقنع السلطان بترضيتهم.

### إخماد فتن العربان
في 27 محرم سنة 916 هـ خرج طومان باي إلى الصعيد لإخماد الفتنة بين قبيلتي بني عدي وبني كلب واستمر هناك خمسة أشهر وعاد إلى القاهرة حيث خلع عليه الغوري. كما خرج إلى الغربية في 16 صفر سنة 917 هـ لمعاقبة قتلة شيخ العرب عيسى بن يوسف وعاد إلى القلعة حيث كافأه السلطان في موكب عظيم. وفي المحرم سنة 918 هـ أعلن عربان البحيرة العصيان وأفسدوا الزرع ونهبوا المحاصيل فعين لهم الغوري تجريدة ضخمة على رأسها طومان باي توجهت إلى البحيرة حيث قمعت العربان وعادت إلى القاهرة. وفي شهر رجب سن 921 هـ خرج طومان باي على رأس قوة عسكرية قاصدًا جبل نابلس لتأديب العربان الذين تمردوا على نائب غزة وقطعوا الطريق وأفزعوا المسافرين فأعاد الأمان.

## توليته سلطان مصر
رجع أمراء المماليك إلى مصر من مرج دابق وتشاوروا في الأمر ووقع اختيارهم على الأمير طومان باي الدوادار نائب الغيبة ليخلف الغوري، فرفض قبول المنصب والأمراء يصرون عليه ويصف ابن إياس ذلك بقوله:
اجتمع رأي الجميع على سلطنة طومان باي الدوادار وترشيح أمره لأن يلي السلطنة فصار يمتنع عن ذلك غاية الامتناع، والأمراء كلهم يقولون: ما عندنا من نُسلطنه إلا أنت ولا مَحيد لك عنها طوعا أو كرها
لكنه أصرّ على رفضه فاستعان المماليك بالشيخ أبي السعود الجارحي لإقناعه، فأحضر الشيخ مصحفا وحلف الأمراء بانهم إذا سلطنوه لا يخونونه ولا يغدرون به، وسوف يرضون بقوله وفعله، فأقسموا على ذلك. فدُقت البشائر بالقلعة ونودي باسمه في القاهرة وارتفعت الأصوات بالدعاء له، وخُطب باسمه على منابر مصر والقاهرة بعد أن ظل الخطباء يخطبون باسم الخليفة العباس خمسين يوما وكان ذلك في شهر رمضان سنة 920 هـ.

## مقاومته للجيش العثماني

### موقعة غزة (24 من ذي القعدة 922 هـ)
وصلت الأخبار إلى القاهرة باستيلاء العثمانيين على الشام وتوجههم صوب غزة فأعلن طومان باي النفير، ودعا الشعب كله للمشاركة، ويعلق ابن إياس بقوله:
وفي يوم الأحد 24 من ذي القعدة سنة 922 هـ تقابلت مقدمة الجيش المملوكي بقيادة جان بردي الغزالي مع طلائع الجيش العثماني بقيادة سنان باشا بالقرب من بيسان، وهُزم المماليك هزيمة نكراء، واستولت الجنود العثمانية على الخيل والجمال والأسلحة. وقد تعددت أسباب الهزيمة ما بين ضخامة عدد العثمانيين واستخدام الجنود العثمانية لكلاليب تخطف الفارس عن فرسه وتلقيه أرضًا،  إلى استخدام العثمانيين للبنادق والتي قال عنها ابن زنبل:

### موقعة الريدانية (29 من ذي الحجة 922 هـ)

#### المقدمات
بعد موقعة غزة بأيام قليلة وصل وفد من السلطان سليم من خمسة عشر رجلا إلى القاهرة يحملون كتابا إلى طومان باي. يقول الكتاب:
| طومان باي | من مقامه السعيد إلى الأمير طومان باي، أما بعد، فإن الله قد أوحى إلى بأن أملك البلاد شرقا وغربا كما ملكها الإسكندر ذو القرنين. إنك مملوك تباع وتشترى ولا تصلح لك ولاية، وأنا ملك بن ملك إلى عشرين جدا، وقد توليت الملك بعهد من الخليفة والقضاة... وإن أردت أن تنجو من سطوة بأسنا فاضرب السكة في مصر باسمنا وكذلك الخطبة وتكون نائبنا بمصر، ولك من غزة إلى مصر، ولنا من الشام إلى الفرات. وإن لم تدخل تحت طاعتنا، أدخل إلى مصر وأقتل جميع من بها من الجراكسة حتى أشق بطون الحوامل وأقتل الأجنة التي في بطونهن من الجراكسة. | طومان باي |

وقد جنح طومان بي إلى السلام ورأى أن يوافق على مطالب سليم حقنا لدماء المسلمين، لكن الأمير علان الدودار الكبير قام بقتل الوفد العثماني وأعلن عزمه على القتال بقوله: «رأيي أن نقاتل عن بلادنا وحريمنا وأرزاقنا أو أن نقتل عن آخرنا».

#### المعركة
ما إن وصل السلطان سليم إلى الخانكاه، حتى شرع طومان باي في تنظيم جيشه، ولكن جان بردي الغزالي تجلت خيانته إذ ألح بدفن المدافع بالرمال حتى لا يراها جواسيس العثمانيين ثم أرسل خطابا إلى خاير بك يخبره بأمر المدافع وباستعدادات جيش طومان باي ونصح العثمانيين في خطابه بأن لا يهجموا من الريدانية وأن يلتفوا من جانب الجبل.
قسم السلطان سليم جيشه إلى ثلاث فرق مستفيدًا من نصائح الغزالي: فرقة مقابلة لجيش المماليك في الريدانية، وفرقة أخرى سارت تحت الجبل الأحمر والمقطم وأحاطت بهم من اليمين والخلف، وفرقة سارت في اتجاه بولاق وأحاطت بهم من الشمال. عندئد أدرك طومان باي ومن معه خيانة الغزالي لهم ولم يمتنعوا عن قتله إلا خوفا من افتتان الجنود في المعركة. وأعاقت الخنادق جيش العثمانيين من جهة الريدانية، فانطلق السلطان طومان باي ومعه جماعة من المخلصين له كالأمير علان والأمير كرتباي وسط صفوف العثمانيين قاصدين السلطان سليم، ويصف ابن زنبل ذلك بقوله:
وكانت الخسائر فادحة من الطرفين، إلا أن الهزيمة كانت من نصيب طومان باي والمماليك. ودخل العثمانيون القاهرة يوم الجمعة 30 من ذي الحجة سنة 922 هـ الموافق 23 يناير 1517 م في موكب حاشد على رأسه الخليفة المتوكل على الله، ووزراء السلطان سليم، فخُطب للسلطان سليم على المنابر ولم يدخل القاهرة إلى يوم الثلاثاء وسلمت إليه مفاتيح القلعة. وقد استبيحت القاهرة ثلاثة أيام من سلب ونهب وهتك للأعراض ولاقى أهلها الأهوال.

## طومان باي والمقاومة الشعبية

### موقعة الصليبة
في ليلة الأربعاء (5 محرم 923 هـ - 28 يناير 1517 م) اجتمع طومان باي بنحو سبعة آلاف فارس وصارت بينهم وبين العثمانيين معارك في شوارع القاهرة،  كما شاركه العربان وهاجموا مخيمات العثمانيين بالريدانية،  واستمر القتال من الفجر إلى بعد المغرب وصار المماليك الجراكسة يقطعون رأس من يظفرون به من العثمانيين ويحضرونها بين يدي طومان باي. واشتد القتال يوم الخميس من بولاق إلى الناصرية، واستجمع العثمانيون قواهم وأجلوا قوات المقاومة فتحصن طومان باي بحي الصليبة، واتخذ من جامع شيخون مركزًا للمقاومة وحفر الخنادق، وأقام تحصينات في المنطقة عند رأس الصليبة وقناطر السباع ورأس الرميلة وجامع ابن طولون.
وما أن استجمع العثمانيون قواهم حتى تسلل المماليك وقالوا: «من يقابل هذه النار المهلكة»،  وبقي طومان باي والمخلصون له ثم اضطر إلى الانسحاب إلى بركة الحبش ثم عبر النيل إلى الضفة الغربية بالجيزة ووصف ابن زنبل الصليبة بقوله:
وما أن أعاد العثمانيون سيطرتهم على القاهرة حتى استباحوها فكانت مجازر بشرية يصفها ابن إياس «بالمصيبة العظمى التي لم يُسمع بمثلها فيما تقدم من الزمان، فقتلوا جماعة كثيرة من العوام وفيها صغار وشيوخ لا ذنب لهم، وحطوا غيظهم في العبيد والغلمان والعوام، ولعبوا فيهم بالسيف وراح الصالح بالطالح، فصارت جثثهم مرمية في الطرقات، فكان مقدار من قتل في هذه الواقعة فوق العشرة آلاف إنسان في عدة هذه الأربعة أيام، ولولا لطف الله لفني أهل مصر قاطبة بالسيف». وهجم العثمانيون على زاوية الشيخ عماد الدين بالناصرية، ونهبوا ما فيها من قناديل وحصر، وأحرقوا البيوت من حولها، كما نهبوا محتويات مسجد السيدة نفيسة،  أما جامع شيخون مركز المقاومة فقد أحرقه العثمانيون فاحترق سقف إيوانه الكبير، وقبضوا على نحو ثمانمائة من المماليك وضربوا أعناقهم.

### موقعة أطفيح
جمع طومان باي نحو ألفين من فرسان المماليك وسبعة آلاف من العربان بالقرب من أطفيح، والتقوا بالعثمانيين جنوبي الجيزة في معركة كبيرة استطاع خلالها الأمير شادي بك من الاستيلاء على مراكب العثمانيين في النيل، وطوق الجنود العثمانيين من الخلف وحصرهم بينه وبين طومان باي، وأبادوا القوة العثمانية عن آخرها فلم يبق منها سوى قائد الانكشارية إياس أغا وأبو حمزة أحد أمراء المماليك الخائنين.
ما أن بلغ نبأ الهزيمة السلطان سليم حتى صب غضبه على خاير بك الذي زين له الزحف على مصر قائلا له: «قد غررت بنا وأدخلتنا في بلادء هؤلاء، ولا أحد يسهل عليه ترك بلاده، كنت أحسب أنهم زمرة قليلة وشرذمة ذليلة، أنت أغررتني وطمعتني في أخذ هذا الإقليم، فانظر كيف تصنع، ودبر نفك كيف تعرف وإلا فيها رأسك». وقرر سليم مهادنة طومان باي فجمع وزراءه ومستشاريه وقال لهم: «.. وأنا أريد أن أرسل له كتابا بالأمان مع قاصد عاقل يرد الجواب فلعل الله أن يهديه ونبقيه على بلاده، وأخبره أني رضيت منه بالاسم فقط، ويجعل الخطبة والسكة باسمي وأعطي له مصر إلى أن يموت».
وافق طومان باي على الصلح، ولكن أمراءه لم يثقوا بوعود السلطان سليم وغلبوا طومان باي على رأيه وذبحوا الوفد العثماني. وما أن وصلت هذه الأنباء إلى لسلطان سليم حتى توعد بالانتقام ونقل جيشه إلى بركة الحبش، وأمر بإحضار أمراء المماليك المحتجزين عنده وأمر بضرب أعناقهم.

### موقعة الجيزة
التقى الجيش العثماني بالأمير شادي بك ومعه ألفين من خيرة فرسان المماليك والعربان، وعلى الرغم من عدم التكافؤ في الأعداد إلا أن العثمانيين تراجعوا منهزمين رغم كثرة القتلى من صفوف شادي بك ويصف ابن زنبل نهاية المعركة بقوله: «فلم يكن إلا شيء قليل حتى انطفت جمرة الروم وخمدت، وكلت حركاتهم وجمدت، ورد جموعهم الأمير شار بك قهرا وزجرا بحد سيفه». فغضب السلطان سليم وقال: «ما كنت أظن أن أقاسي من أحد مثل ما قاسيت في يومي هذا، ولا كنت قول إني بهذه العشرة آلاف فارس وراجل التي هي خيار قومي ويتبعها أكثر من عشرين ألفا ألفى هذا الأعور (يقصد شادي بك) الذي هو في أقل من خمسمائة فارس ما لقيت منه ويفني أكثر عسكري».

### موقعة وردان
قسم العثمانيون قواتهم إلى أربع فرق: الأولى بقيادة السلطان سليم، والثانية بقياد الغزالي، والثالثة بقيادة يونس باشا، والرابعة بقيادة إياس باشا قائد الانكشارية ويعاونهم عرب الغزالة على أن يطبقوا على قوات طومان باي من جميع الجهات. فهزموا الجراكسة ومن معهم وأعملوا فيهم القتل، فلجأ طومان باي إلى حسن بن مرعي وابن عمه الذين أقسموا له على الولاء. إلا أن حسن بن مرعي خانه فدل عليه فقبض العثمانيون عليه وقادوه إلى السلطان سليم.

## شنق طومان باي
أزعج طومان باى العثمانيين كثيرا بحرب العصابات والضربات المباغتة عندما كان السلطان سليم في القاهرة. ولكن العرب الذين كانوا يكرهون الشراكسة (المماليك) دلوا على مكانه، فأُسر.
بعد أن قبض الجنود على طومان باي، حملوه في الأصفاد إلى معسكر السلطان سليم بإمبابة، ودار بينهما حوار أشاد به ابن زنبل، وبرر طومان باي مقاومته وذكر خيانة خاير بك والغزالي. فأُعجب السلطان سليم به وقال لجلسائه: «والله مثل هذا الرجل لا يُقتل ولكن أخروه في الترسيم حتى ننظر في أمره» وأراد أن يأخذه معه إلى إسطنبول.

### حواره معالسلطان سليم الأول
وضع السلطان سليم الأول عرشا بجانبه وأجلس عليه الحاكم المملوكي الجديد. تكلم طومان وخاطب السلطان سليم بكلام خال من اللياقة، قائلا له أنه لم ينتصر على المماليك بشجاعته، وإنما انتصر بمدافعه وبنادقه، فأجابه السلطان سليم الأول متسائلا، لماذا لم يتزود وهو على رأس دولة كبيرة بهذه الأسلحة؟ وتلا عليه الآية الكريمة التي تأمر بمقابلة العدو بمثل أسلحته: ﴿وَأَعِدُّوا لَهُمْ مَا اسْتَطَعْتُمْ مِنْ قُوَّةٍ وَمِنْ رِبَاطِ الْخَيْلِ تُرْهِبُونَ بِهِ عَدُوَّ اللَّهِ وَعَدُوَّكُمْ وَآخَرِينَ مِنْ دُونِهِمْ لَا تَعْلَمُونَهُمُ اللَّهُ يَعْلَمُهُمْ وَمَا تُنْفِقُوا مِنْ شَيْءٍ فِي سَبِيلِ اللَّهِ يُوَفَّ إِلَيْكُمْ وَأَنْتُمْ لَا تُظْلَمُونَ ۝٦٠﴾ (سورة الأنفال، الآية 60).

### إهمال المماليك تحديث جيشهم آخر نصف قرن
كان الفرق بين المدفعية العثمانية والمملوكية في معركة الريدانية فرقا يزيد على نصف قرن، ففي عام 1410م طلب السلطان المملوكى من السلطان العثماني مدفعيين وبحريين أتراكاً، وأُجيب إلى طلبه، إذ كانت تركيا تفوق مصر في ذلك التاريخ.
وقد كانت عملية إرسال المهمات الاستراتيجية والمدفعيين والبحارة والفنيين إلى مصر في عهد السلطان العثماني بايزيد الثاني قد اكتسبت أهمية كبيرة، فعلى سبيل المثال أرسل إلى مصر في عام 1511م عدد 400 مدفع وكميات هائلة من البارود والنحاس.
أما القادة البحريين العثمانيين الدهاة المقتدرين مثل عروج بربروس وسليمان ريس وكمال ريس، فإنهم إما التحقوا بالبحرية العثمانية في مصر، أو قاموا بنقل المهمات الاستراتيجية والموظفين الفنيين إلى مصر.

### الإيعاز بقتله
كان الشراكسة الذين كانوا مع المماليك ثم التحقوا بخدمة العثمانيين يخشون نقمة طومان باي عليهم فأخبروا السلطان سليم بأن طومان باي لايزال يسعى وراء سلطة مصر، وشرحوا له ذلك بإسهاب وأقنعوه بوجوب إعدام طومان باى. فسُلِّم طومان باى إلى على باشا دلقدار أوغلو ليعدمه على باب زويلة، وكان المماليك قد أعدموا شهسوار بك والد على باشا دلقدار أوغلو قبل 40 سنة (في أغسطس 1472م) على نفس هذا الباب لصداقته مع العثمانيين.
غير أن خاير بك والغزالي خشيا على أنفسهما من بقاء طومان باي حيا فألحا على السلطان سليم بقتله لأن حكم العثمانيين في هذه البلاد سيظل محفوفا بالمخاطر ما عاش طومان باي، فاقتنع السلطان سليم بقولهم.
وفي يوم الاثنين 21 ربيع الأول سنة 923 هـ الموافق 23 أبريل 1517 م أمر السلطان سليم بأن يعبروا بطومان باي إلى القاهرة، فعبروا به إلى بولاق وشقوا به القاهرة حتى وصلوا إلى باب زويلة، ورأي الحبال فعلم أنه مشنوق فتشهد وقرأ الفاتحة ثلاثا، وشُنق أمام الناس، وضج الناس عليه بالبكاء والعويل، وبقي مصلوبا ثلاثة أيام ثم أنزل ودفن خلف مدرسة الغوري. ويصف ابن إياس ذلك وهو شاهد عيان على ماحدث بقوله:
| طومان باي | وكان الناس في القاهرة قد خرجوا ليلقوا نظرة الوداع على سلطان مصر..وتطلع طومان باي إلى (قبو البوابة) فرأى حبلاً يتدلى، فأدرك أن نهايته قد حانت.. فترجل.. وتقدم نحو الباب بخطى ثابتة.. ثم توقف وتلفت إلى الناس الذين احتشدوا من حول باب زويلة.. وتطلع إليهم طويلاً.. وطلب من الجميع أن يقرؤوا له الفاتحة ثلاث مرات.. ثم التفت إلى الجلاد، وطلب منه أن يقوم بمهمته. فلما شُنق وطلعت روحه صرخت عليه الناس صرخة عظيمة، وكثر عليه الحزن والأسف فإنه كان شابا حسن الشكل كريم الأخلاق، سنه نحو أربع وأربعون سنة، وكان شجاعا بطلا تصدى لقتال ابن عثمان، وفتك في عسكرهم وقتل منهم ما لا يحصى، وكسرهم ثلاث مرات وهو في نفر قليل من عساكره. | طومان باي |

وقد ظلت جثته معلقة ثلاثة أيام كي يراها الجميع ويعلم بانتهاء دولة المماليك، ثم دفُنت في قبة السلطان الغوري، وبموت طومان باي انتهت دولة المماليك وسقطت الخلافة العباسية، واستتب الأمر للسلطان سليم والخلافة العثمانية بمصر وبلاد الشام، وأصبحت مصر ولاية عثمانية.

## تقديرالسلطان سليم الأولله
في 26 أبريل، أُقيم لطومان باى احتفال تشييع جثمان لامثيل له، بحيث لو مات وهو على العرش لما أُقيم له مثل هذا الاحتفال ورغم أن السلاطين العثمانيين يحملون في بعض الأحيان توابيت آبائهم ولايدخلون تحت أي تابوت آخر يحملونه، إلا أن السلطان سليم الأول اكتنف تابوت طومان باى الثاني.
حضر مراسم تشييع الجثمان الرسمي كافة الرجال العثمانيون والمماليك معا، ووزع السلطان سليم الأول النقود الذهبية على الفقراء تطييبا لروح السلطان طومان باي لمدة 3 أيام.

### المعلومات
1. ↑  الجدار هو الخادم الذي يعاون السلطان في ارتداء ملابسه، والخاصكي أحد خاصة السلطان من خدم قصره وحرسه.
2. ↑  كان بعض المؤرخين يشيرون للعثمانيين بالروم باعتبار ما كان، إذ ورثت الدولة العثمانية أرض الروم (الإمبراطورية البيزنطية) بعد فتح القسطنطينية